# رودخانه گیپینگ
رودخانه گیپینگ (انگلیسی: River Gipping)  مشرب رودخانه اورول در شهرستان سافولک در شرق آنگلیا انگلستان است که نام آن از دهکده گیپینگ گرفته شده است و نام خود را به ناحیه روستایی گیپینگ داده است. این رودخانه برق تعدادی آسیاب آبی را تامین کرده است که تعدادی از آنها هنوز پابرجا هستند. 